# Bolsa de Valores da Índia
A National Stock Exchange of India Limited (NSE) (Hindi: नैशनल स्टॉक एक्स्चेंज ऑफ़ इंडिया लिमिटेड) é a principal bolsa de valores da Índia e esta  localizada em Mumbai. A National Stock Exchange foi criada em 1992 como o primeiro intercâmbio eletrônico no país. NSE foi a primeira bolsa no país a fornecer um sistema totalmente automatizado baseado em tela eletrônica de negociação. Sua capitalização de mercado foi de US$ 1,65 trilhão em Janeiro de 2015, tornando-a  13ª maior bolsa de valores do mundo. Índice de carro-chefe da NSE é o CNX Nifty.

## Ligação externa
- «Sítio oficial» (em inglês)